# Memecylon royenii
Espèce
Statut de conservation UICN

 VU A1c, B1+2c : Vulnérable
Memecylon royenii est une espèce de plantes à fleurs de la famille des Melastomataceae endémique du Sri Lanka.

## Publication originale
- Museum Botanicum 1: 360.